# Alexander Rusev
Miroslav Barnjašev (bugarski:Мирослав Барняшев ) je bugarski profesionalni hrvač i bivši dizač utega i veslač. Poznat po pseudonimom Alexander Rusev.
Sredinom 2000-ih, Barnjašev je emigrirao iz Bugarske u SAD s ambicijom da postane profesionalni hrvač. Prvo je živio u Virginiji, a potom u Kaliforniji, gdje je počeo trenirati u hrvačkoj akademiji. Debitirao je u ringu 22. studenog 2008. pod nazivom Miroslav Makaraov, pobijedivši Aeriala Stara. U 2010. godini nastupao je u sklopu organizacije Vendetta Pro Wrestling (VPW), te je skratio svoje ime na Miroslav.
U rujnu 2010. godine, potpisao je ugovor s World Wrestling Entertainment (WWE). Te je raspoređen u floridski WWE-a, gdje je dobio naziv Alexander Rusev. Prvu borbu koja se prenosila na televiziji imao je 17. srpnja 2011. u kojoj je pobijedio Mika Daltona. Ubrzo nakon debi u FCW-u, ozljedio je prednje križne ligamente i meniskus te je proveo šest mjeseci rehabilitacije.
Vratio se u FCW u ožujku 2012. godine već u ljeto iste godine, ozljedio je vrat te privremeno paralizirao ruku. U kolovozu 2012. godine FCW je preimenovan u NXT. Tokom rehabilitacije otputovao je u Tajlandu, gdje je učio borilačke vještine Muay thai (tajlandski boks). Nakon što je sanirao ozljedu vrata borbama se vratio 30. svibnja 2013.
U vremenu koje slijedi počeo je surađivati s hrvačicom Catherine Joy "C.J." Perry poznatijom pod nazivom Lana koja mu je postala menadžerica a od 2016. i supruga. Postao je rusofil, tako da je svoje pobjede posvećivao ruskom predsjedniku Vladimiru Putinu. 3. studenog postao je prvi Bugarin koji je postao WWE prvak. Do sada je osvojio dvije US titule (USA championship).
Kada je počeo raditi za WWE dolazio je u ring pod imenom Rusev i ruskom zastavom. No pošto je zapravo Bugar iz njegovog programa je maknuta ruska zastava ali ime Rusev je zadržano

## Vanjske poveznice
- Alexander Rusev na Twitteru
- Rusev na WWE.com